# Guilhem d'Omelas
Pour les autres membres de la famille, voir Première maison des comtes d’Orange-Nice.
 (mars 2012).
Si vous disposez d'ouvrages ou d'articles de référence ou si vous connaissez des sites web de qualité traitant du thème abordé ici, merci de compléter l'article en donnant les références utiles à sa vérifiabilité et en les liant à la section « Notes et références ».

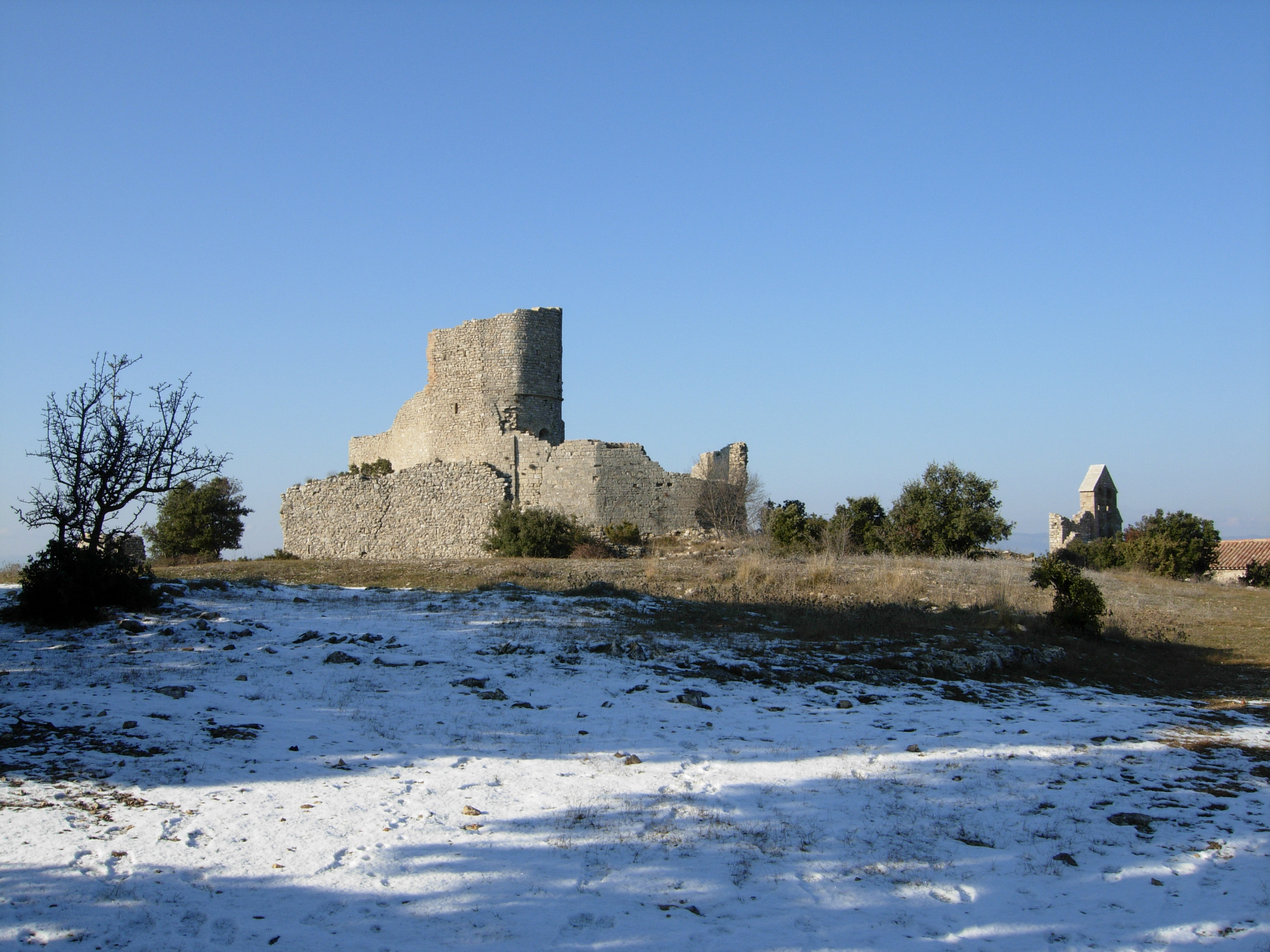
Château d'Aumelas.

Guilhem d'Aumelas ou Guillem d'Omelas († 1156), seigneur d'Aumelas, est, par son mariage, seigneur d'Orange.

## Biographie
Il est le deuxième fils de Guilhem V de Montpellier (1075-1121), seigneur de Montpellier, et de Ermessende, fille du comte Pierre Ier de Melgueil.
Guilhem hérite de son père du fief d'Aumelas, détaché de celui de la seigneurie de Montpellier. En outre, il obtient le château d'Aumelas tout près d'Aniane en 1121, et d'importants domaines dans le diocèse de Maguelone. En 1121, Guilhem d’Aumelas devient aussi seigneur de Saint-Pons.
Il participe, avec son père, à la prise de Majorque sur les Maures en 1114 aux côtés du comte Raimond-Bérenger III de Barcelone et va en Terre sainte.
En 1129, Elzéard de Castries et son épouse Agnès vendent la 4e partie de Vendémian à Guillem d'Aumelas et des terres du Pouget pour 700 sols.[réf. nécessaire] Il est, par son mariage, seigneur d'Orange.[réf. nécessaire]

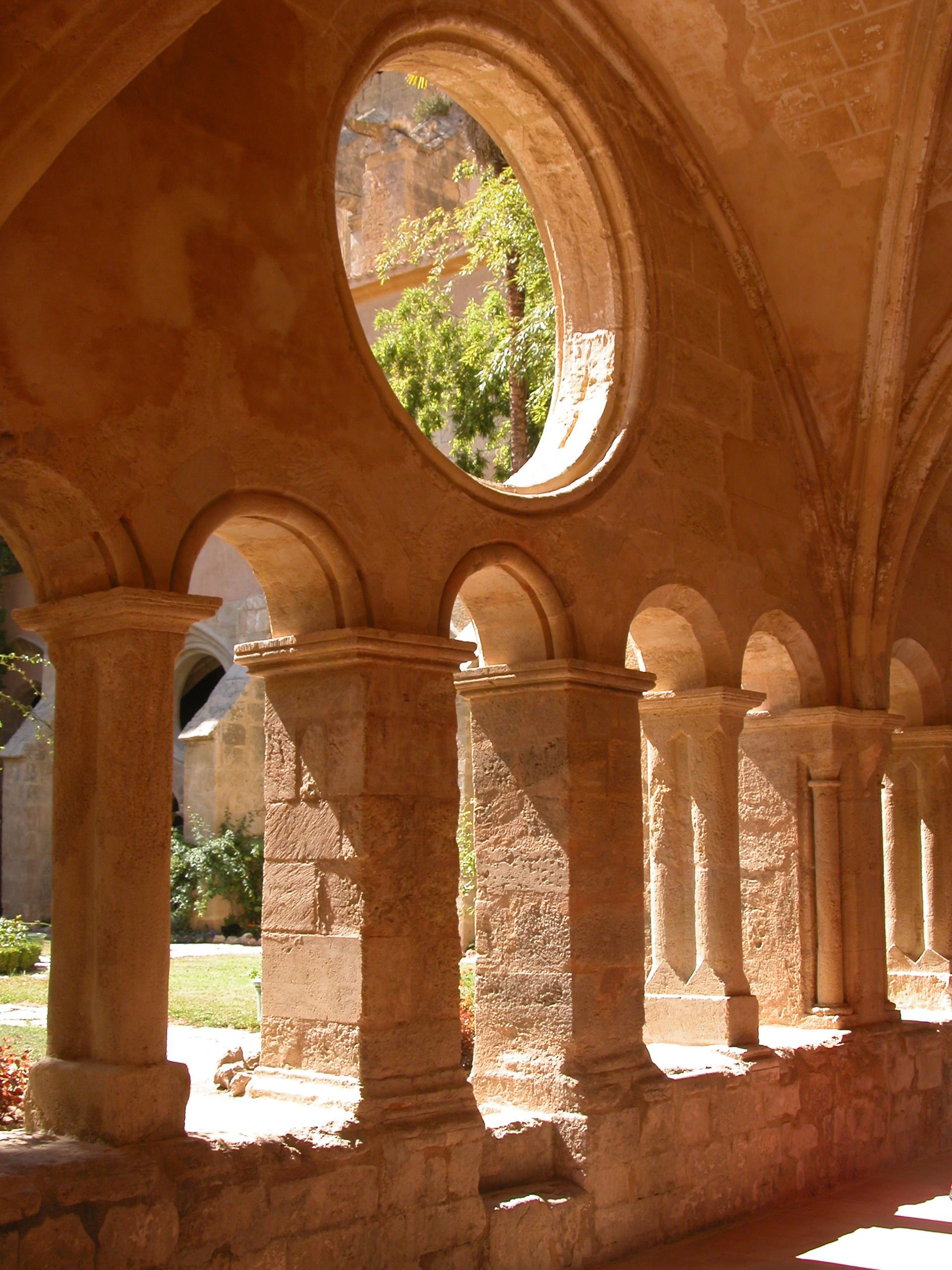
L'abbaye de Valmagne.

Rogerius de Lunacio approuve sa donation lors de la fondation de l'abbaye de Valmagne en 1138. Les autres fondateurs de ce monastère sont Raymond de Trencavel, vicomte de Béziers, Guillem Frezol, Guillem de Montbazin, Adélaïde de Sainte-Eulalie, et quelques autres seigneurs. Les chartes de fondation, de l'an 1138, sont rapportées en partie dans l'Histoire générale du Languedoc, et dans la Gallia Christiana.
Guilhem d'Aumelas fait son testament au mois de mars de l'an 1156. Il est mort avant mai 1156.[réf. nécessaire] Il se fait enterrer à Gellone.

### Mariage et descendance

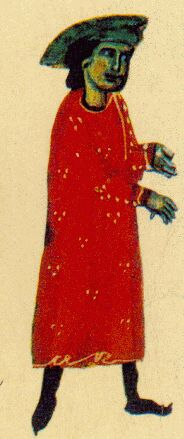
Leur fils, Raimbaut d'Orange.

Guilhem d'Aumelas épouse, en 1129/1130, Tiburge d'Orange, fille et héritière du comte Rambaud II d'Orange. Ils ont trois enfants :
- Raimbaut d'Orange (1140/45-1173), troubadour, hérite les territoires d'Aumelas et Orange ;
- Tiburgette, mariée en 1147 à Adhémar de Murviel ;
- Thiburge II d'Orange (v. 1130-ap. 1198), trobairitz[7], épouse de Geoffrey de Mornas, puis de Bertrand des Baux.

Quand elle meurt en 1150, ses fils sont encore très jeunes et elle les confie à son beau-fils Bertrand des Baux.